# Клабуковка
Клабуковка (Крапивка) — село в Заринском районе Алтайского края России. Входит в состав сельского поселения «Хмелевский сельсовет».

## География
Расположен на северо-востоке края, в центральной части района, в предгорьях Салаирского кряжа, вблизи впадения реки Крапивка в  реку Малый Мунгай.
Климат
континентальный. Средняя температура января −17,7 °C, июля +19,2 °C. Годовое количество атмосферных осадков — 450 мм.

## История
Посёлок входит в муниципальное образование «Хмелевский сельсовет» согласно муниципальной и административно-территориальной реформе 2007 года .

## Население
| 1957 | 1997 | 1998 | 1999 | 2000 | 2001 | 2002 | 2003 | 2004 |
| ---- | ---- | ---- | ---- | ---- | ---- | ---- | ---- | ---- |
| 407  | ↘161 | ↘160 | ↘151 | ↘133 | ↗134 | ↘86  | ↘70  | ↘58  |
| 2005 | 2006 | 2007 | 2008 | 2009 | 2010 | 2011 | 2012 | 2013 |
| ↘45  | ↘39  | →39  | ↗40  | ↘38  | ↘15  | ↘12  | ↘10  | ↘4   |

национальный состав
Согласно результатам переписи 2002 года, в национальной структуре населения русские составляли 95 % от 86 жителей.

## Инфраструктура
Личное подсобное хозяйство.

## Транспорт
Посёлок доступен по дороге общего пользования межмуниципального значения «Авдеевская База — Хмелевка — Клабуковка» (идентификационный номер 01 ОП МЗ 01Н-1306).